# 최의근
최의근은 서울대학교 의과대학 교수이며, 이명박의 사위이고, 2022년 유한의학상 수상자이다.